# آشپزی مولداویایی

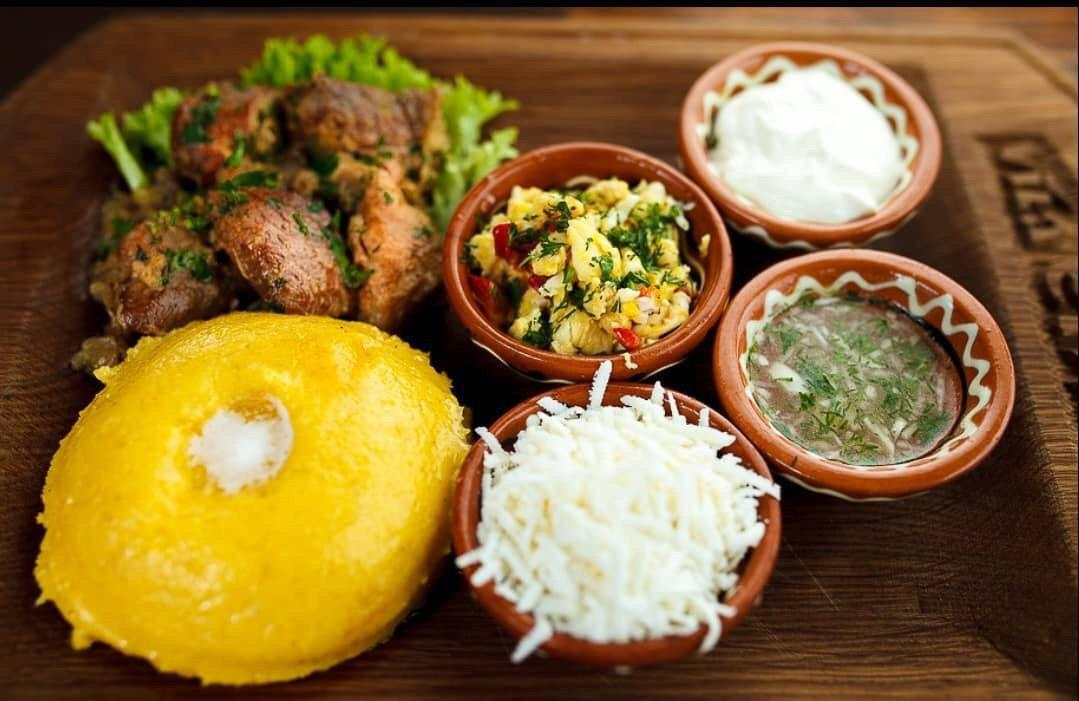
مامالیگا در کنار بقیه خوراکی‌ها

آشپزی مولداویایی (به انگلیسی: Moldovan cuisine) سبک پخت و پز، مربوط به مردم مولداوی است. به‌طور عمده از مواد غذایی همچون انواع گوشت، سیب زمینی، کلم و غلات مختلف تشکیل شده است. آشپزی بومی مولداویایی، خیلی شبیه آشپزی رومانیایی است، هم چنین ایده و عوامل مثبت آشپزی‌های منطقه، همچون آشپزی یونانی، لهستانی، اوکراینی و روسی را، جذب خود نموده، به همراه تأثیر بزرگی که از آشپزی عثمانی بر آن بر جا مانده است.

## غذاها

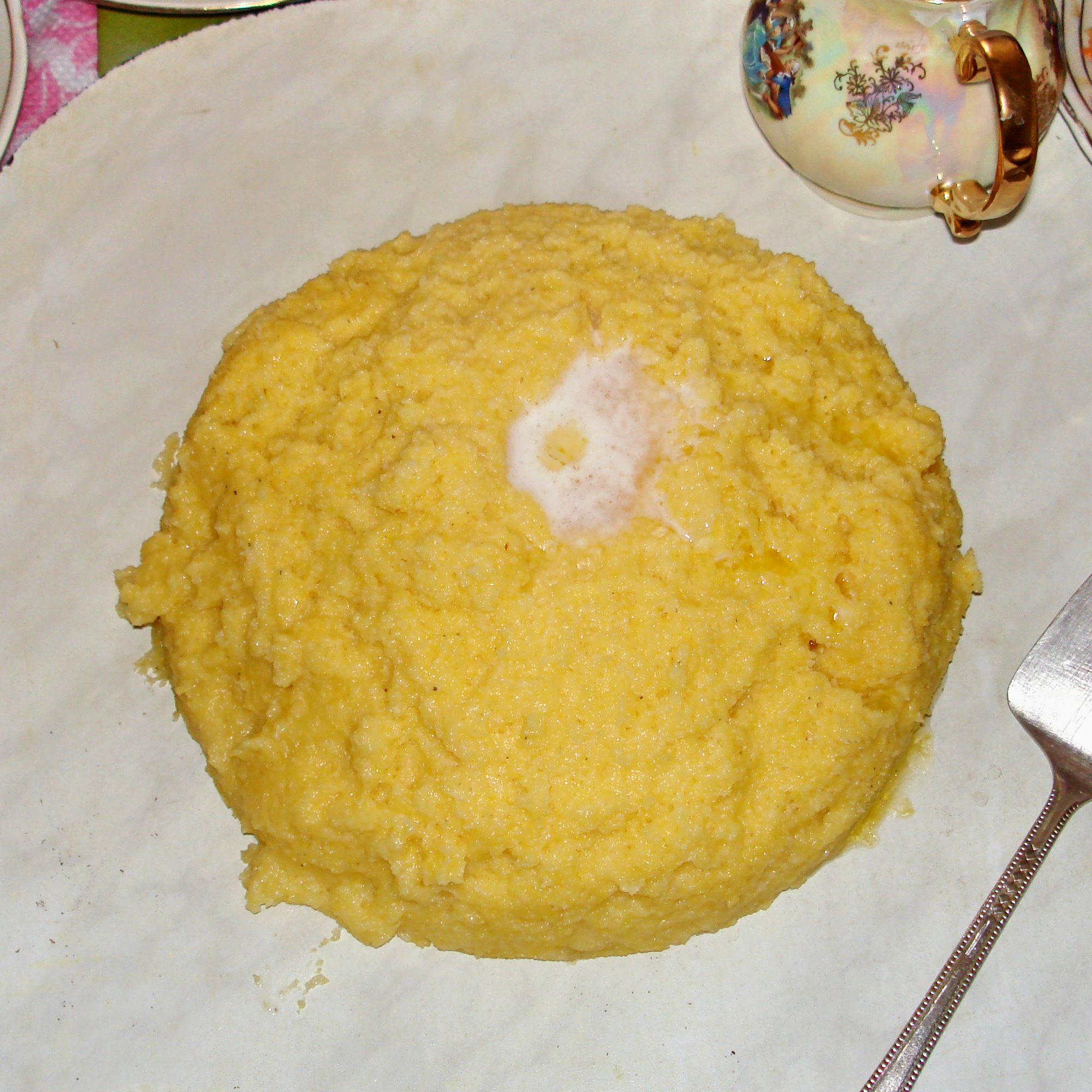
مامالیگا

شاید معروف‌ترین غذای مولداوی غذای شناخته شده رومانیایی مامالیگا (حریره آرد ذرت یا هلیم فرنگی) است. به همین گونه بر پایه پولنتا- شبیه غذایی روی سفره غذای مولداویایی است، به عنوان غذای فرعی با خورش و غذاهای مبتنی بر گوشت ارائه می‌شود یا با پنیر کوتاژ، خامه ترش یا پوست بیرونی گوشت خوک به عنوان مخلفات و دورچین همراه است. غذاهای لذیذ منطقه شامل برانزا (پنیر درون آب نمک) و فریپترا (خورش گوشت گوسفند یا بز) است. شراب محلی در کنار بیشتر غذاها می‌باشد.